# بلدية عين تسرة
عين تسرة هي إحدى بلديات دائرة رأس الوادي بولاية برج بوعريريج انبثقت عن التقسيم الإداري الذي تم في الجزائر سنة 1984 انبثقت من بلديتي عين تاغروت وسيدي امبارك وتضم عدة قرى وتجمعات سكانية منها سدراتة وبئر عيسى ولعياضات ومشتة تسرة يقطنها زهاء 12000 نسمة وبحكم موقعها بمنطقة الهضاب العليا بين ولاية سطيف وولاية برج بوعريريج فهي تضم أراضي لزراعة الحبوب وكانت إبان فترة الاستعمار الفرنسي تسمى مخزن روما باعتبار أن ما يجمع من محاصيل زراعية لاسيما القمح والشعير يصدر إلى روما واليوم بها 5 مخازن للحبوب حديثة تستوعب ما يقرب من 600.000 قنطار أي ما يفوق نصف منتوج الولاية من الحبوب ناهيك على أن بها منطقة صناعية حديثة معززة بمحطة للسكة الحديدية تضم مطاحن ومصنع للحليب ومصنع للآجر وطبيعي أنها تشتهر بتربية المواشي لوفرة الأعلاف.
وقد عرفت المنطقة عبر تاريخها الطويل أحداثا هامة ساهمت في كل الثورات والمقاومات الشعبية حتى أطلق على المنطقة التي بها مقر البلدية حاليا "ذراع الدم"، وتقع بلدية عين تسرة على شبكة من الطرقات ويقطعها خط السكة الحديدية شرق – غرب وكذا الطريق السيار شرق- غرب عبر بئر عيسى وسدراتة.
[بحاجة لمصدر]